# 두아무테프

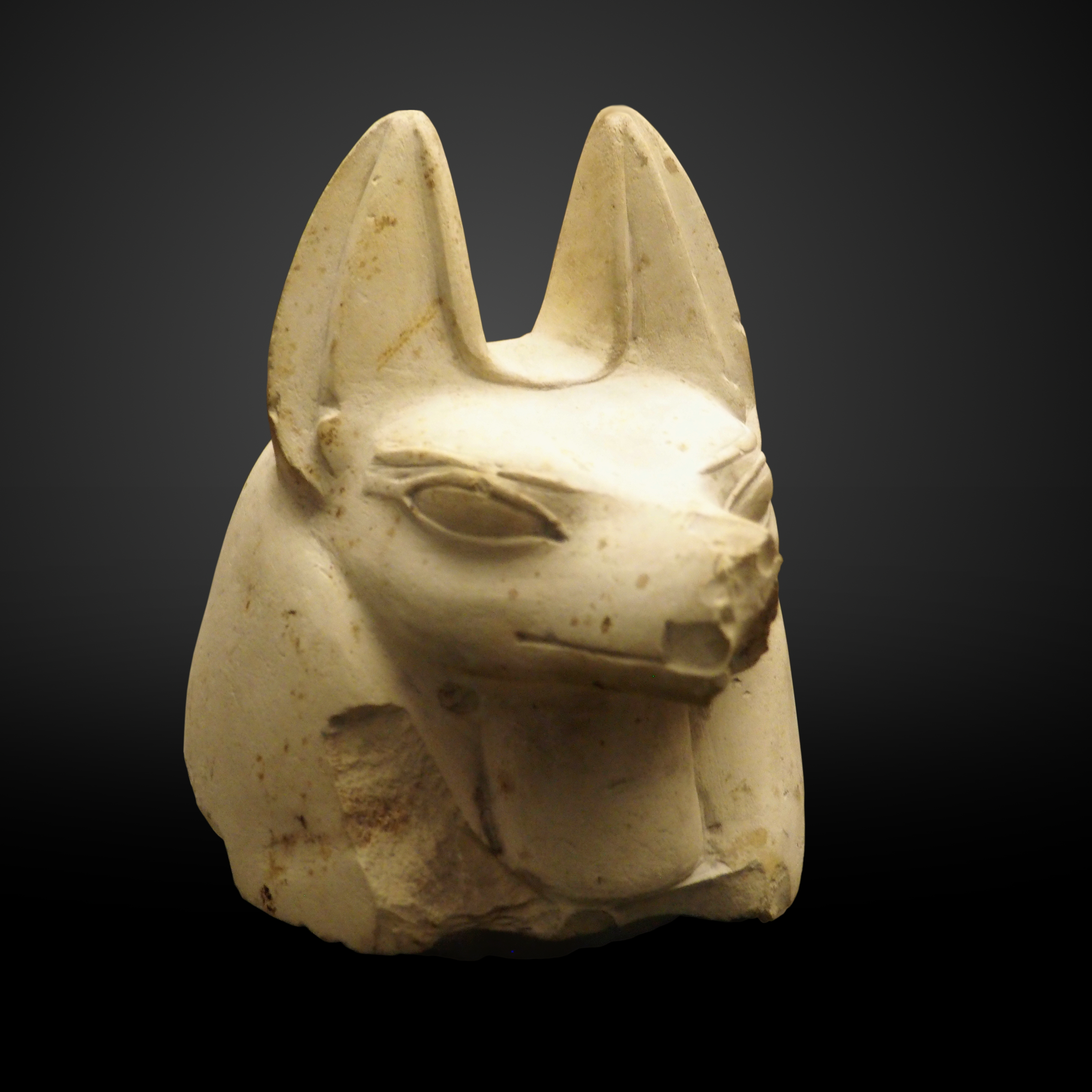

두아무테프(Duamutef)는 이집트의 신이며, 호루스의 네 명의 아들 중 하나이다. 치타를 신격화했다. 아버지는 호루스이며, 어머니는 아누비스이다. 호루스가 토에리스와 세트의 합작을 망치고 만들었다. 호루스의 속도와 아누비스의 얼굴을 닮았다. 신앙지는 아프리카 인근지역. 신성문자는 치타. 도구는 파라오의 신. 파피루스에 호루스는 아누비스와 근친하고 피라미드에 갇혔다. 멸망의 파피루스에는 세트가 오시리스를 성별을 바꾼 것이라 나와 있다. 보통 파피루스에 의하면 세트는 토에리스 신전에 상형문자에는 오시리스의 성별을 바꾼 것과 오시리스를 남자로 보는 것을 피함. 바뀌면 애굽인들은 축제를 벌인다고 전해진다.